# 查尔斯·安德森
查尔斯·安德森（英語：Charles Anderson，1914年10月24日—1993年3月27日），美国男子马术运动员。他曾代表美国参加1948年夏季奥林匹克运动会马术比赛，获得团体三项赛金牌和个人三项赛第四名。